# Військове містечко Делі
Військове містечко Делі (англ. Delhi Cantonment) — одне з трьох «нормативних міст» в межах Національної столичної території Делі. Містечко було збудовано для Армії Британської Індії, а зараз використовується Армією Індії. Тут знаходиться генеральний штаб армії, Інститут військової служби, казарми, школи Армії та Повітряних сил, військовий госпіталь та інші військові установи.